# 獻給妳的魔法
《獻給妳的魔法》（日语：／ Mahō tte itte ī ka na），是日本男歌手平井堅的第40張單曲。2016年6月22日發行。

## 概要
- 平井堅於2016年發行的第二張單曲，與前張單曲《Plus One / TIME》相隔約1個月。
- 為第九張原創專輯《THE STILL LIFE》的先行單曲，兩者發行相隔兩週。
- 收錄由綾瀨遙主演的Panasonic相機廣告曲，本人亦有演出[3]。

## 收錄曲目
1. 獻給妳的魔法
  - 詞曲：平井堅／編曲：長岡亮介
  - Panasonic4K相機「LUMIXTZ85」、「LUMIX GX7 MarkⅡ」電視廣告曲
2. I'myourdog
  - 詞曲：平井堅／編曲：田中直（SPA LOVE）
3. Plus One (KSUKE Remix)
  - 詞曲：平井堅／Remix：KSUKE
4. 獻給妳的魔法 -less vocal-

## 外部連結
- Sony Music的作品介紹
  - 通常盤 （页面存档备份，存于）